# Edward White
Edward Higgins „Ed“ White II (* 14. November 1930 in San Antonio, Texas; † 27. Januar 1967 in Cape Kennedy Air Force Station, Florida) war ein US-amerikanischer Astronaut und nach Alexei Leonow der zweite Mensch und der erste US-Amerikaner, der frei im Weltraum schwebte.

## Leben
Durch seinen Vater, der ein West-Point-Absolvent und Pilot der US-Luftwaffe war, kam Ed White sehr früh mit Flugzeugen in Berührung. Im Alter von zwölf Jahren nahm ihn sein Vater mit in eine T-6-Trainingsmaschine und erlaubte ihm, während des Flugs das Steuer zu übernehmen. Diese Erfahrung vergaß Ed White sein Leben lang nicht mehr.
Da sein Vater ein hochdekorierter Karriereoffizier war, lernte Ed White viele verschiedene Militärbasen im ganzen Land kennen. Doch als er sich in der High School seiner Wahl in Washington, D.C. einschreiben wollte, stellte sich das Nichtvorhandensein eines festen Wohnsitzes als Hinderungsgrund heraus. Doch er schaffte seinen Schulabschluss und konnte, nachdem er mehrere Fürsprecher gefunden hatte, wie sein Vater auf die US-Militärakademie in West Point gehen.
In West Point kümmerte sich White nicht nur um seine akademischen Studien. Er war ein hervorragender Hürdenläufer und brach den West-Point-Rekord auf der 400-m-Hürdenstrecke. Eine Nominierung für die Olympischen Spiele 1952 verpasste er nur knapp. Auch im Fußballteam war er als Abwehrspieler eine Größe.
Während eines Sportturniers lernte er Patricia Eileen Finegan kennen, die kurz darauf seine Frau wurde.
1952 graduierte Ed White mit einem Bachelor-Abschluss im Wissenschaftsbereich und wechselte danach zur US Air Force. Nachdem er seinen Pilotenschein erworben hatte, wurde er in die Bundesrepublik Deutschland versetzt, wo er die Air-Force-Schule in Bad Tölz absolvierte. Dort flog er die F-86 Sabre Jets wie auch die neueren F-100-Kampfjets.
Im Jahr 1957 las Ed White einen Zeitungsartikel, in dem von der zukünftigen Astronautengeneration die Rede war. Dies war der auslösende Moment, der ihn anhielt, seine Karriere genau in diese Richtung zu steuern.
Nach dreieinhalb Jahren kehrte die Familie White, jetzt mit zwei Kindern (Edward und Bonnie Lynn), aus Deutschland zurück in die USA. Um sich ein wenig von den anderen Bewerbern für den Astronautenjob abzuheben, studierte White an der University of Michigan. 1959 erwarb er dort seinen Master-Abschluss als Luftfahrtingenieur.

### Von der Air Force zur NASA
Nachdem die sieben Mercury-Astronauten der Öffentlichkeit vorgestellt wurden, war es White klar, dass es eine Voraussetzung war, als Air-Force-Testpilot zu arbeiten. Sofort schrieb er sich an der Edwards Air Force Base zur Testpilotenschulung ein, die er 1959 beendete. Danach arbeitete er an der Wright-Patterson Air Force Base in Ohio. Er testete neueste Waffensysteme, schrieb technische Handbücher und half bei der Weiterentwicklung im Flugzeugbau.
Ed White hatte auch die Ehre, die Flugzeuge zu fliegen, mit denen die Mercury-Astronauten auf die Schwerelosigkeit im Weltraum vorbereitet wurden. Dort lernte er John Glenn und Deke Slayton kennen. Aber er flog auch Ham und Enos, die beiden Schimpansen, die später vor den Astronauten mit der Mercury starten sollten.
Als das Gemini-Programm in der Startphase war, schrieb die NASA im April 1962 die Antragsbedingungen für eine zweite Astronautengruppe aus. Ed White bewarb sich und wurde angenommen.
Die Ausbildung für das Gemini-Programm war im Gegensatz zur Mercury-Ausbildung deutlich verschärft worden. Es waren nun nicht mehr reine Passagiere der Kapseln gefragt. Die Gemini-Raumschiffe mussten gesteuert und an andere Raumschiffe angekoppelt werden, weiterhin waren Weltraumausstiege geplant. Zudem mussten sich die angehenden Astronauten mit wesentlich mehr Trägerraketen vertraut machen, da auch schon das Folgeprojekt, das Apollo-Programm, in der Planung war. So wurden nacheinander die einzelnen Werks- und Montagestätten sowie die Startrampen für die Titan-, Atlas-, Agena- und Saturn-Raketen besucht. Außerdem standen wissenschaftliche Schulungen auf dem Programm, da während der Raumflüge auch Forschungsarbeiten durchgeführt werden mussten.
Nach Beendigung der Schulungen musste sich jeder Astronaut auf ein bestimmtes Gebiet spezialisieren. Ed White wurde der Bereich der Flugkontrollsysteme zugewiesen, was ihm als begeisterten Testpiloten nur recht sein konnte. Eine seiner wichtigsten Innovationen war die Angleichung aller Handsteuerungen im gesamten Gemini- und Apollo-System.

### Gemini 4

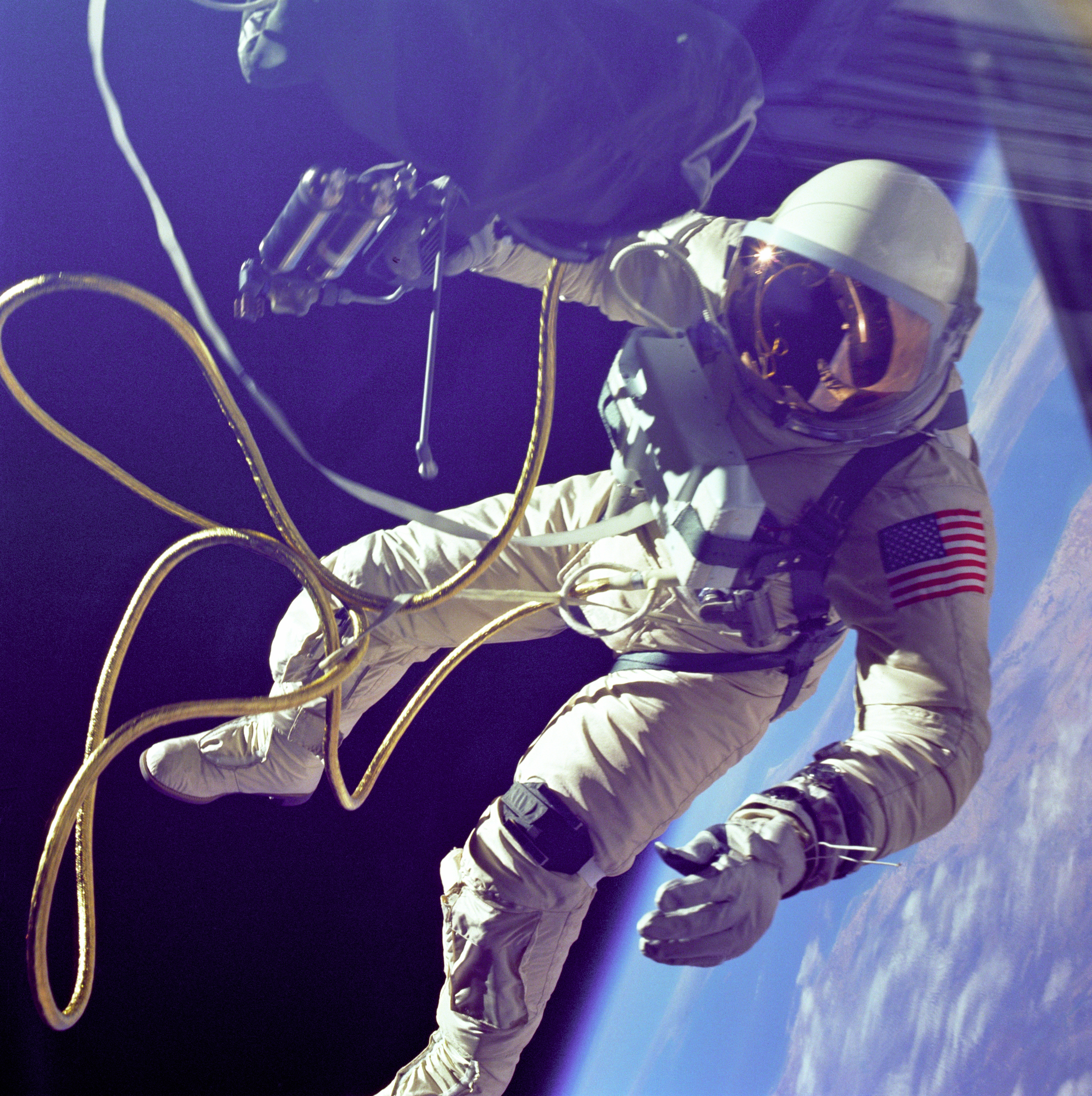
White im All bei der Gemini-IV-Mission

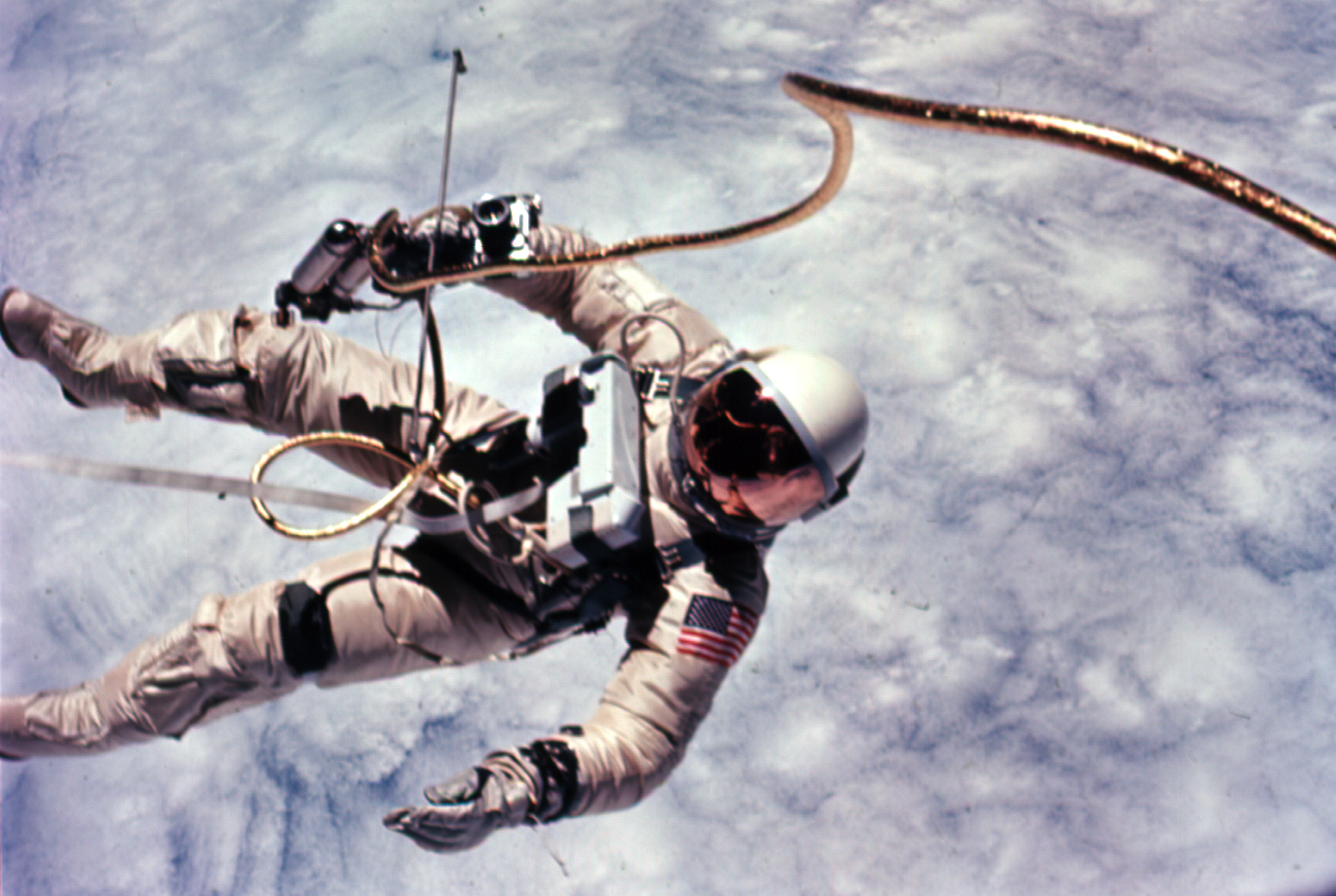
White während seines Ausstiegs

Zusammen mit seinem langjährigen Freund James McDivitt wurde Ed White für den Gemini-4-Flug eingeteilt. Ihr Flug sollte der erste Langzeitflug einer amerikanischen Besatzung werden, auf dem elf wissenschaftliche Experimente durchgeführt werden sollten. Im März 1965 wurden dem Flugplan dann noch zwei weitere Komponenten hinzugefügt. McDivitt sollte als Pilot das Raumschiff stets in gleicher Entfernung zu der zweiten Titan-Raketenstufe in der Erdumlaufbahn halten und Ed White wurde auserkoren, einen Weltraumausstieg (EVA) auszuführen. White sollte für seine EVA einen neuen Raumanzug sowie eine Steuerungseinheit, die er in der Hand halten konnte, bekommen. Beides war noch in der Entwicklung, als der Flugplan für Gemini 4 bekannt gegeben wurde. Erst eine Woche vor dem Start publizierte die NASA Whites Ausstieg.
Am 3. Juni 1965 startete Gemini 4 von der Cape Canaveral Air Force Station. Schon kurz nach Erreichen des Erdorbits war klar, dass McDivitt das Raumschiff nicht auf der geforderten Distanz zur Titan-Raketenstufe halten konnte, da diese sehr stark ins Taumeln geraten war und auch nicht genau auf den Orbitkoordinaten der Gemini 4 flog. So konzentrierte sich die Besatzung voll auf Whites EVA.
Während sich das Raumschiff auf der dritten Erdumrundung über Hawaii befand, öffnete Ed White die Luke und bewegte sich in den freien Weltraum hinaus. Mit seinem Handsteuergerät konnte er sich relativ problemlos im All bewegen. Er fotografierte mit seiner 35-mm-Kamera die Erde und das Raumschiff, aus dem heraus McDivitt wiederum ihn fotografierte. Nach mehr als zwanzig Minuten außerhalb des Raumschiffs stieg Ed White wieder in das Raumschiff ein.
Nach insgesamt 62 Erdumkreisungen landete die Gemini-4-Landekapsel im Atlantik.
Präsident Lyndon B. Johnson beförderte nach dieser erfolgreichen Mission beide Astronauten in den Rang eines Oberstleutnants. In Chicago fand zu ihren Ehren eine Konfettiparade statt.

### Gemini 7
Kurz nach Ende des Gemini-4-Fluges, am 1. Juli 1965, wurde White als Ersatzkommandant des Langzeitfluges Gemini 7 nominiert. Der Flug wurde im Dezember 1965 durchgeführt, ohne dass White zum Einsatz kam.

### AS-204 (Apollo 1)

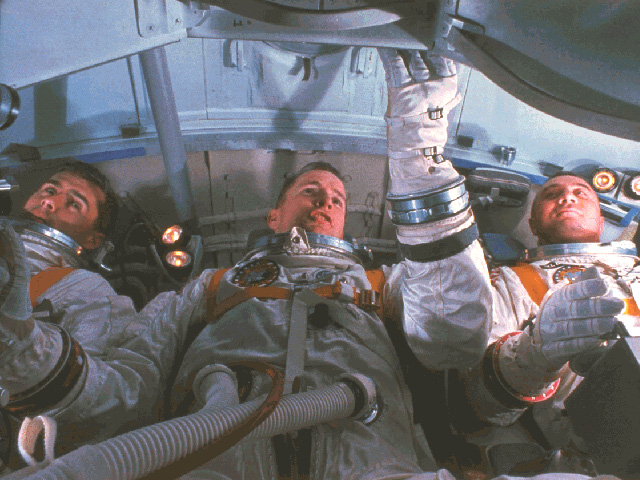
Apollo-1-Crew im Simulator (v. l. n. r. Roger Chaffee, Ed White, Gus Grissom).

Ed Whites Erfolg auf dem Gemini-Flug bewog die NASA, ihn für Apollo 1 auszusuchen.
Das Apollo-Raumschiff war aber bei weitem noch nicht so ausgereift wie das Gemini-Vorgängermodell, so dass die Techniker und Astronauten unter Hochdruck an der Fertigstellung des ersten Apollo-Raumschiffs (S/C 012) arbeiteten. Als Apollo-Saturn 204 (AS 204) sollte die Mission im Frühjahr 1967 stattfinden.
Ein entscheidender Test fand am 27. Januar 1967 auf der Startrampe in Cape Canaveral statt. Die komplette Besatzung, namentlich Virgil Grissom, Roger B. Chaffee und Edward H. White, nahmen in der Kommandokapsel Platz, um einen Plugs-Out-Test auszuführen. Während des Tests fing jedoch (wahrscheinlich durch einen Kurzschluss oder Lichtbogen) das Innere der Kapsel Feuer. Alle drei Astronauten kamen dabei ums Leben.
White ist auf dem Friedhof der United States Military Academy (West-Point) mit einem Staatsbegräbnis beigesetzt worden.

## Besonderheiten und Rekorde
- erster amerikanischer Weltraumausstieg (Gemini 4)
- zusammen mit Gus Grissom und Roger Chaffee erstes Todesopfer in einem Raumschiff (Apollo 1)
- sein Name ist auf der Metallplatte des Fallen Astronaut, des einzigen Kunstwerks auf dem Mond, aufgeführt.[9]
- Ein Mondkrater ist nach ihm benannt.[10]